# Nur.kz
NUR.KZ — Казахстанская IT-компания, владеющая информационным агентством NUR.KZ. Полное наименование — IT-компания NUR.KZ. Штаб-квартира компании расположена в г. Алматы.

## История
NUR.KZ — казахстанская IT-компания. Компания основана в Алматы 4 марта 2009 года. Информационное агентство в Республике Казахстан.
На портале около 20 тематических разделов, также имеется мобильное приложение. Количество транзакций в 2013 году составило 900. Численность команды — 30 человек.
В 2020 был запущен финансовый помощник:
- Наличные курсы — информация про наличные курсы в стране с разбивкой по банкам и городам для удобства пользователя[5].
- Курсы НБРК — информация про актуальные курсы валют от Национального Банка Республики Казахстан[6].

## Руководство
Главный редактор — Притчин Павел Сергеевич.
Генеральный директор — Бахридинов Куат Габдулмухтарович.
Шеф-редактор редакции на казахском языке — Кузербаева Айтолкын Адырбаевна.
Шеф-редактор редакции на русском языке — Антипина Елена Юрьевна.

## Показатели деятельности
Многократный обладатель премии «Медиатор». Редакция ресурса 11 раз получала международную премию в номинации «Самое вовлекающее СМИ».
Nur.kz становился обладателем премии «Новостной интернет-портал № 1 в Казахстане» в 2015, 2017, 2019, 2020, 2021 годах.